# Oeceoclades
Oeceoclades is een geslacht van orchideeën uit de onderfamilie Epidendroideae. De meeste soorten zijn endemisch op Madagaskar. De overige soorten komen wijdverspreid voor in Sub-Saharaans Afrika en op enkele eilanden in de Indische Oceaan. 

## Soorten
- Oeceoclades alismatophylla (Rchb.f.) Garay & P.Taylor
- Oeceoclades ambongensis (Schltr.) Garay & P.Taylor
- Oeceoclades ambrensis (H.Perrier) Bosser & Morat
- Oeceoclades analamerensis (H.Perrier) Garay & P.Taylor
- Oeceoclades analavelensis (H.Perrier) Garay & P.Taylor
- Oeceoclades angustifolia (Senghas) Garay & P.Taylor
- Oeceoclades antsingyensis G.Gerlach
- Oeceoclades atrovirens (Lindl.) Garay & P.Taylor
- Oeceoclades aurea Loubr.
- Oeceoclades beravensis (Rchb.f.) R.Bone & Buerki
- Oeceoclades boinensis (Schltr.) Garay & P.Taylor
- Oeceoclades calcarata (Schltr.) Garay & P.Taylor
- Oeceoclades callmanderi Bosser
- Oeceoclades cordylinophylla (Rchb.f.) Garay & P.Taylor
- Oeceoclades decaryana (H.Perrier) Garay & P.Taylor
- Oeceoclades flavescens Bosser & Morat
- Oeceoclades furcata Bosser & Morat
- Oeceoclades gracillima (Schltr.) Garay & P.Taylor
- Oeceoclades hebdingiana (Guillaumin) Garay & P.Taylor
- Oeceoclades humbertii (H.Perrier) Bosser & Morat
- Oeceoclades lanceata (H.Perrier) Garay & P.Taylor
- Oeceoclades latifolia (Rolfe) Garay & P.Taylor
- Oeceoclades lavergneae J.-B.Castillon
- Oeceoclades lonchophylla (Rchb.f.) Garay & P.Taylor
- Oeceoclades longebracteata Bosser & Morat
- Oeceoclades lubbersiana (De Wild. & Laurent) Garay & P.Taylor
- Oeceoclades maculata (Lindl.) Lindl
- Oeceoclades pandurata (Rolfe) Garay & P.Taylor
- Oeceoclades perrieri (Schltr.) Garay & P.Taylor
- Oeceoclades petiolata (Schltr.) Garay & P.Taylor
- Oeceoclades peyrotii Bosser & Morat
- Oeceoclades pulchra (Thouars) P.J.Cribb & M.A.Clem.
- Oeceoclades quadriloba (Schltr.) Garay & P.Taylor
- Oeceoclades rauhii (Senghas) Garay & P.Taylor
- Oeceoclades saundersiana (Rchb.f.) Garay & P.Taylor
- Oeceoclades sclerophylla (Rchb.f.) Garay & P.Taylor
- †Oeceoclades seychellarum (Rolfe ex Summerh.) Garay & P.Taylor
- Oeceoclades spathulifera (H.Perrier) Garay & P.Taylor
- Oeceoclades ugandae (Rolfe) Garay & P.Taylor
- Oeceoclades versicolor (Frapp. ex Cordem.) J.-B.Castillon
- Oeceoclades zanzibarica (Summerh.) Garay & P.Taylor